# Wavell Wakefield
William Wavell Wakefield, 1er baron Wakefield de Kendal, né le 10 mars 1898 à Beckenham et mort le 12 août 1983 à Kendal, est un joueur anglais de rugby à XV évoluant au poste de deuxième ou de troisième ligne aile. Joueur au club londonien des Harlequins tout au long de sa carrière, il est sélectionné en équipe d'Angleterre avec laquelle il remporte trois Grands Chelems en 1921, 1923 et 1924.
Après sa carrière sportive, il est élu député au Parlement. En 1963, il est anobli par la Reine et devient le premier baron Wakefield de Kendal.

## Biographie
Wavell Wakefield effectue sa scolarité au lycée Sedbergh où il joue pour l'équipe de rugby à XV dont il est le capitaine. Lors de la Première Guerre mondiale, il intègre sous le grade de lieutenant la Royal Flying Corps de la Royal Air Force (RAF).
Il continue la pratique du rugby au sein de la RAF mais il s'adonne à d'autres sports tels le cricket et l'athlétisme. Il devient même champion de Grande-Bretagne militaire du 440 yards après le premier conflit mondial. Il rejoint le club londonien des Harlequins avec lequel il joue son premier match le 11 octobre 1919 contre Richmond. Il reste fidèle au club tout au long de sa carrière jusqu'à sa retraite sportive en 1930 même s'il lui arrive de jouer ponctuellement pour d'autres équipes. En 1922, il joue notamment en tant que capitaine avec le Cambridge University RUFC avec lequel il remporte le Varsity Match contre Oxford. Il effectue son dernier match avec les Quins le 25 janvier 1930 contre Cambridge. Au total, il dispute 136 matches avec le club anglais dont 82 en tant que capitaine, et il marque 51 essais, quatorze transformations et une pénalité soit un total de 340 points.
Il obtient sa première cape internationale le 17 janvier 1920 contre le pays de Galles à l'occasion du Tournoi des Cinq Nations. Il remporte le Tournoi à quatre reprises avec l'Angleterre en 1920, 1921, 1923 et 1924, réussissant le Grand Chelem lors de ces trois dernières éditions victorieuses. Au total, il dispute trente rencontres du Tournoi, dont vingt-huit consécutives de 1920 à 1926. En 1925, il dispute un test match contre les All-Blacks lors de leur tournée dans l'hémisphère Nord. Il honore sa dernière sélection le 2 avril 1927 contre la France.
Au cours de sa carrière, il invente le travail spécifique de la mêlée pour donner aux Anglais une longueur d’avance au niveau des avants. En fin de carrière, il écrit un livre référence intitulé Rugger dans lequel il détaille son approche du rugby et propose des améliorations potentielles des règles de son sport, notamment par la notion de ligne d'avantage qui sépare l'attaque de la défense. Cette notion est encore à la base des stratégies du rugby aujourd'hui.
À sa retraite, il est élu membre du Parlement du Royaume-Uni en 1935 pour Swindon (Wiltshire) en tant que député du parti conservateur dans la Chambre des communes. Lors des élections de 1945, il devient représentant pour St Marylebone jusqu'en 1963. Il est fait chevalier en 1944 et, quand il prend sa retraite en 1963, la Reine l'anoblit et fait de lui le premier baron Wakefield de Kendal.
Wakefield préside un temps la Rugby Football Union en 1950 et il est un fervent défenseur de l'esprit d'amateurisme du rugby à XV. Son engagement est tel qu'il demande l'exclusion de la France du Tournoi en 1951 car la Fédération française a payé les meilleurs joueurs du championnat. Il devient président des Harlequins en 1950 et le reste jusqu'en 1980. Il décède le 12 août 1983 chez lui, à Kendal. Il passe à la postérité à la fin des années 90 puisqu'il intègre le Temple international de la renommée du rugby en 1999 et le Hall of Fame des Harlequins en 2002.
C'est le frère de Sir Edward Wakefield, 1er baronnet.

## Palmarès

### Rugby à XV
Wavell Wakefield remporte quatre victoires dans le Tournoi des Cinq Nations : trois Grands Chelems en 1921, 1923 et 1924 ainsi qu'une victoire partagée avec l'Écosse et le pays de Galles en 1920. Il est également vainqueur du Varsity Match en 1922 avec l'équipe de rugby de Cambridge.
| Édition | Rang | Résultats Angleterre | Résultats W Wakefield | Matches W Wakefield |
| ------- | ---- | -------------------- | --------------------- | ------------------- |
| 1920    | 1er  | 3 v, 0 n, 1 d        | 3 v, 0 n, 1 d         | 4/4                 |
| 1921    | 1er  | 4 v, 0 n, 0 d        | 4 v, 0 n, 0 d         | 4/4                 |
| 1922    | 2e   | 3 v, 0 n, 1 d        | 3 v, 0 n, 0 d         | 4/4                 |
| 1923    | 1er  | 4 v, 0 n, 0 d        | 4 v, 0 n, 0 d         | 4/4                 |
| 1924    | 1er  | 4 v, 0 n, 0 d        | 4 v, 0 n, 0 d         | 4/4                 |
| 1925    | 3e   | 2 v, 1 n, 1 d        | 2 v, 1 n, 1 d         | 4/4                 |
| 1926    | 4e   | 1 v, 1 n, 2 d        | 1 v, 1 n, 2 d         | 4/4                 |
| 1927    | 3e   | 2 v, 0 n, 2 d        | 0 v, 0 n, 2 d         | 2/4                 |

Légende : v = victoire ; n = match nul ; d = défaite ; la ligne est en gras en cas de Grand Chelem

### Athlétisme
Il est champion de Grande-Bretagne militaire du 440 yards.

## Statistiques en équipe nationale
Entre 1920 et 1927, Wavell Wakefield dispute 31 matches avec l'équipe d'Angleterre au cours desquels il marque six essais. Il participe notamment à huit Tournois des Cinq Nations et il est capitaine du XV de la Rose à treize reprises de 1924 à 1926.
| Année | Compétition  | Matches | Points | Essais |
| ----- | ------------ | ------- | ------ | ------ |
| 1920  | Cinq Nations | 4       | 3      | 1      |
| 1921  | Cinq Nations | 4       | -      | -      |
| 1922  | Cinq Nations | 4       | -      | -      |
| 1923  | Cinq Nations | 4       | 3      | 1      |
| 1924  | Cinq Nations | 4       | 3      | 1      |
| 1925  | Test match   | 1       | -      | -      |
| 1925  | Cinq Nations | 4       | 6      | 2      |
| 1926  | Cinq Nations | 4       | 3      | 1      |
| 1927  | Cinq Nations | 2       | -      | -      |
| Total | Total        | 31      | 18     | 6      |